# Barningham (Durham)
Barningham is een civil parish in het bestuurlijke gebied Durham, in het Engelse graafschap Durham.

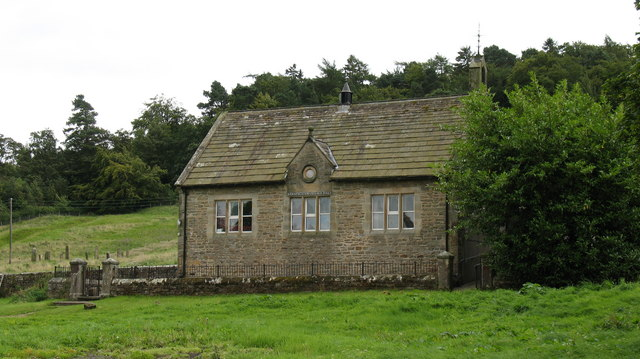
Gemeentehuis